# Gazoduc arabe

Carte du gazoduc arabe.

Le gazoduc arabe est un gazoduc entre l'Égypte et le Jordanie, la Syrie et le Liban. Le gazoduc arabe a une longueur de 1 200 kilomètres, pour un coût total de 1,2 milliard de $[réf. nécessaire].